# Sybil Stallone
Sybil Stallone (Brasil, 14 de septiembre de 1980) es una actriz pornográfica y modelo erótica brasileña.

## Premios y nominaciones
| Año  | Ceremonia    | Resultado | Premio                           | Trabajo                   |
| ---- | ------------ | --------- | -------------------------------- | ------------------------- |
| 2018 | AVN Awards   | Nominada  | Actriz debutante más prometedora | Please Make Me Lesbian 15 |
| 2023 | Premios XBIZ | Nominada  | Mejor nueva actriz               | Final Girl                |